# TAME航空
TAME航空（タメ航空、スペイン語: TAME EP Linea Aerea del Ecuador）は、かつて存在したエクアドルの航空会社である。

## 沿革
1962年にエクアドル空軍の民間航空部門として設立され、同年の12月17日に運航を開始した。エクアトリアナ航空に代わるフラッグ・キャリアとして運航開始した。
2010年に設立以来使われてきたロゴから現在のロゴに変更した。
2020年5月20日、新型コロナウイルス感染症による航空需要の急減を受け全便の運航停止。会社も清算となった。

## 就航都市
主にエクアドル国内や南アメリカ・北アメリカを中心に路線を広げていた。

### 国内線
- バルトラ（セイモウル空港）
- コカ（フランシスコ・デ・オレリャナ空港）
- クエンカ（マリスカル・ラ・マール国際空港）
- エスメラルダス（カルロス・コンチャ・トレス国際空港）
- グアヤキル（ホセ・ホアキン・デ・オルメード国際空港）
- ラタクンガ（コトパクシ国際空港）
- ヌエバ・ロハ（ラゴ・アグリオ）（ラゴ・アグリオ空港）
- ロハ（シウダー・デ・カタマヨ空港）
- マンタ（エロイ・アルファロ国際空港）
- キト（マリスカル・スクレ国際空港）
- サリナス（ジェネラル・ウルピアノ・パエス空港）
- サンクリストバル（サンクリストバル空港）

### 国際線
アルゼンチン
- ブエノスアイレス（エセイサ国際空港）

 ブラジル
- サンパウロ（グアルーリョス国際空港）

 コロンビア
- ボゴタ（エルドラド国際空港）
- カリ（アルフォンソ・ボニージャ・アラゴン国際空港）

 キューバ
- ハバナ（ホセ・マルティ国際空港）

 ペルー
- リマ（ホルヘ・チャベス国際空港）

 アメリカ合衆国
- フォートローダーデール（フォートローダーデール・ハリウッド国際空港）
- ニューヨーク（ジョン・F・ケネディ国際空港）

## 機材
運行停止時点で、11機運用していた。
- エアバスA319-100：1機
- エアバスA320-200：1機
- ATR 42-500：3機
- エンブラエル190：2機

## 事故・インシデント
- 1983年7月11日 - 1983年TAME航空ボーイング737墜落事故。目的地のクエンカ空港手前の山に自社のボーイング737が激突し、乗客乗員119人が死亡した。
- 1998年4月20日 - エールフランス422便墜落事故。TAME航空がエールフランスにウェットリースしていたボーイング727がエルドラド国際空港から離陸した直後に山へ激突し、乗客乗員53人全員が死亡した。
- 2002年1月28日 - TAME航空120便墜落事故。キト発カリ行きの旅客便が経由地のトゥルカンへ着陸体制しようとした所墜落。乗客乗員94人全員が死亡した。